# Ланциуж
Ланциуж — река в России, протекает по Чердынскому району Пермского края. Устье реки находится в 12 км от устья реки Вижай по левому берегу. Длина реки составляет 32 км. В 18 км от устья принимает справа реку Луньевка.
Исток реки на возвышенности Ямжачная Парма, в предгорьях Северного Урала в 25 км к северо-востоку от посёлка Вижай. Река течёт на юго-запад по ненаселённой, всхолмлённой местности. Течение быстрое, в верховьях — бурное. Впадает в Вижай в 6 км к северо-востоку от посёлка Вижай. Ширина реки у устья около 10 метров.

## Данные водного реестра
По данным государственного водного реестра России относится к Камскому бассейновому округу, водохозяйственный участок реки — Кама от водомерного поста у села Бондюг до города Березники, речной подбассейн реки — бассейны притоков Камы до впадения Белой. Речной бассейн реки — Кама.
Код объекта в государственном водном реестре — 10010100212111100006062.